# Кухари (Великопольське воєводство)
Кухари (пол. Kuchary) — село в Польщі, у гміні Голухув Плешевського повіту Великопольського воєводства.
Населення — 562 особи (2011).
У 1975-1998 роках село належало до Каліського воєводства.

## Демографія
Демографічна структура станом на 31 березня 2011 року:
|          | Загалом | Допрацездатний вік | Працездатний вік | Постпрацездатний вік |
| -------- | ------- | ------------------ | ---------------- | -------------------- |
| Чоловіки | 290     | 82                 | 179              | 29                   |
| Жінки    | 272     | 64                 | 157              | 51                   |
| Разом    | 562     | 146                | 336              | 80                   |